# Факус
Факус (араб. فاقوس‎‎) — місто у Єгипті, в південно-східній частині дельти Нілу, провінція Еш-Шаркія. Населення становить 78 405 жителів (2006 рік).

## Історія назви
Згідно арабській традиції, вважається, що назва з'явилася за часів фараона Яхмоса I, який, збираючись на війну з гіксосами, обійшов всі єгипетські міста для збору зброї. Факус був єдиним містом, який зміг поставити на війну 2000 луків (арабською альфакоус, الفاقوص). Надалі назва трансформувалася в Факус.

## Пам'ятки
- Пер-Рамсес — столиця стародавнього Єгипту, за 9 км на північ.

## Економіка
Факус — сільськогосподарський центр. Підприємства харчової промисловості, деревообробки, олійниці, швейна і текстильна промисловість, виробництво паперу та будівельних матеріалів.

## Район
Район Факус займає площу 485,3 км². Район включає в себе 11 сільських громад, до яких входять 62 села і 728 дрібних поселень. В районі розвинене землеробство і птахівництво.